# Llegaste tú (canción de Jesse & Joy)
«Llegaste tú» es una canción interpretada por el dúo mexicano Jesse & Joy, incluida en su álbum de estudio debut, Ésta es mi vida. Los hermanos la compusieron, mientras que Kiko Cibrián se encargó de producirla. La compañía discográfica Warner Music México la lanzó oficialmente como el tercer y último sencillo del álbum en marzo del 2007.

## Antecedentes
Luego de la firma del contrato con Warner Music México en diciembre de 2005, fueron los encargados de cerrar el Teletón en cadena nacional, fueron apadrinados por el dúo mexicano-argentino Sin Bandera tocaron por primera vez en público «Espacio sideral» se presentaron en el zócalo de la Ciudad de México ante más de 100 mil personas.

## Vídeo musical

### Filmación
El vídeo fue grabado e Buenos Aires, Argentina, bajo la dirección de Joaquín Cambre.

## Promoción
La canción ha sido una de las más reconocidas en la carrera del dúo. Ha sido incluida en varios álbumes recopilatorios y álbumes en vivo además también está dentro de las listas de canciones incluidas en sus giras musicales.

## Listas musicales
Semanales
| País           | Chart       | Lista             | Mejor posición |
| 2005 / 2006    | 2005 / 2006 | 2005 / 2006       | 2005 / 2006    |
| -------------- | ----------- | ----------------- | -------------- |
| Estados Unidos | Billboard   | Top Latin Songs   | 35             |
| Estados Unidos | Billboard   | Latin Pop Songs   | 15             |
| Estados Unidos | Billboard   | Hot Latin Songs   | 32             |
| Estados Unidos | Billboard   | Latin Pop Airplay | 12             |

## Certificaciones
| País   | Organismo certificador | Certificaciones | Simbolización | Ref.   |
| ------ | ---------------------- | --------------- | ------------- | ------ |
| México | AMPROFON               | Platino         | ●             | [ 10 ] |